# لوتشو غارسيا
لوتشو غارسيا (بالإسبانية: Luis Alberto García Pacheco)‏ هو لاعب كرة قدم كولومبي في مركز حراسة المرمى، ولد في 20 مارس 1998 في بارانكيا في كولومبيا. لعب مع رايو فايكانو.

## وصلات خارجية
- لوتشو غارسيا على موقع قاعدة بيانات كرة القدم.إي يو (الإنجليزية)
- لوتشو غارسيا على موقع Soccerway.com (الإنجليزية)
- لوتشو غارسيا على موقع AS.com (الإسبانية)